# Episodi di Burden of Truth (seconda stagione)
La seconda stagione della serie televisiva Burden of Truth, composta da 8 episodi , è stata trasmessa in Canada sulla CBC, dal 10 gennaio al 28 febbraio 2019. 
In Italia la stagione sarà trasmessa in prima visione su Rai 4 dal 23 novembre al 26 novembre 2021.
| n° | Titolo originale           | Titolo italiano | Prima TV Canada  | Prima Tv Italia  |
| -- | -------------------------- | --------------- | ---------------- | ---------------- |
| 1  | Salesman, Cheats and liars |                 | 10 gennaio 2019  | 23 novembre 2021 |
| 2  | The Rabbit Hole            |                 | 17 gennaio 2019  | 23 novembre 2021 |
| 3  | The Milk of Human kindness |                 | 24 gennaio 2019  | 24 novembre 2021 |
| 4  | Guilt by Association       |                 | 31 gennaio 2019  | 24 novembre 2021 |
| 5  | Hungry, Cold & Tired       |                 | 7 febbraio 2019  | 25 novembre 2021 |
| 6  | Manic Street Preacher      |                 | 14 febbraio 2019 | 25 novembre 2021 |
| 7  | Never Face the Hangman     |                 | 21 febbraio 2019 | 26 novembre 2021 |
| 8  | The Right Road             |                 | 28 febbraio 2019 | 26 novembre 2021 |